# GATA4
La proteína GATA4 es un factor de transcripción codificado en humanos por el gen gata4.
La proteína GATA4 pertenece a la familia de factores de transcripción GATA con dominios de dedos de zinc. Los miembros de esta familia reconocen el motivo de ADN GATA, que está presente en los promotores de multitud de genes. GATA4 parece regular genes implicados en embriogénesis y en la diferenciación y función del miocardio. Se han asociado mutaciones en este gen con defectos del septum arteriosum.

## Interacciones
La proteína GATA4 ha demostrado ser capaz de interaccionar con:
- NKX2-5[3][4][5]
- TBX5[3]
- ZFPM2[6]
- Factor de respuesta al suero[7][8]
- HAND2[9]